# Goldmine Gondo
Die Goldminen von Gondo sind die grössten Goldminen der Schweiz. Sie liegen im Süden des Kantons Wallis nahe der italienischen Grenze auf über 1200 m ü. M. Höhe. In der Blütezeit arbeiteten hier bis zu 500 Männer, während die Gemeinde Gondo selber nur 100 Einwohner zählte.

## Geschichte
Das Gold von Gondo war wohl schon den Römern bekannt, und vermutlich wurde im Zwischbergental schon im Mittelalter Golderz abgebaut. Das Gold der Goldmine Gondo ist mit Pyrit und Silber vermengt und an Quarzadern gebunden. Durch die Jahrhunderte wechselten die Schürfrechte mehrmals.
Urkundlich gesichert ist der Goldabbau seit dem 17. Jahrhundert. Unter anderem war auch der berühmte Briger Kaspar Stockalper (1609–1691) Besitzer der Gondo-Goldmine. Stockalper bezahlte den Arbeitern eine halbe Silberkrone für jeden Zentner gebrochenen Erzgesteins. Die Nachkommen Stockalpers blieben im 18. und in der ersten Hälfte des 19. Jahrhunderts Inhaber der Schürfrechte.
Neben der Goldmine besass Stockalper in Gondo auch den Stockalperturm, das Alte Hospiz auf dem Simplonpass und das Stockalperschloss in Brig. Ein weiterer Stockalperturm am westlichen Eingang zur Gondoschlucht wurde nie fertiggestellt und blieb bis heute eine Bauruine.
Im Jahr 1810, als das Wallis als «Département du Simplon» zum französischen Reich gehörte, war die aus Italien stammende Familie Maffiola als Unterkonzessionärin der Familie Stockalper in Zwischbergen tätig. Mit 15 Arbeitern erwirtschaftete die Familie gute Gewinne, musste jedoch nach einem Streit mit den Eigentümern abziehen, nicht ohne vorher die Schächte und Stollen zugeschüttet zu haben.
Die Familie Stockalper trat ihre Konzession 1840 an eine französische Gesellschaft ab. Am 16. Februar 1875 wurde die Société anonyme des Mines d’Or de Gondo unter der Leitung des Sitteners Bankiers Eduard Cropt gegründet. Nach dem Tode Cropts ging im Herbst 1881 die Konzession des Bergwerkes an die Société des Mines d’Or d'Helvétie über.

## Höhepunkt
Zum Höhepunkt des Goldrausches von Gondo übernahm im Jahr 1894 die in Paris ansässige Société des Mines d’Or de Gondo SA die Anlage. Zu dieser Zeit arbeiteten bis 500 Männer im Tal. Der Direktor konnte mit seiner Ankündigung, ein neues Kalifornien gefunden zu haben, 5 Millionen Franken Kapital organisieren und englische Fachleute anstellen. Im Jahr 1893 schrieb der Generaldirektor der Mine Alcide Froment:

«Gondo nimmt den ersten Platz ein unter allen Goldminen Europas. Man muss nur den kleinen Kapitalisten in Europa zeigen, dass es jetzt nicht mehr nötig ist, nach Kalifornien oder nach Transvaal zu gehen, um das kostbare Metall zu suchen.»

Es entstanden neue Verhüttungsanlagen. Die Pochwerke und Gesteinsmühlen wurden durch Wasserkraft und Elektrizität angetrieben. In den schroffen Felswänden und Stollen schürften Bergarbeiter nach Gold. Mit einer dazumal revolutionären Erfindung, der Seilbahn, wurde das Erz in den Talgrund transportiert.
Das Goldvorkommen im Zwischbergental wurde auf Höhen von 1200 m bis 1600 m in ca. 50 Erzaufschlüssen im Tagebau und in 40 Stollen abgebaut. Der Goldgehalt konnte von wenigen Gramm bis 30 Gramm pro Tonne Erzgestein variieren.
In den steil ins Erdinnere abfallenden Gängen, mit den Namen Silzaly, Bruno, Fumée, Fontaine, Julie, Maffiola, Rona, Camozetta, Alcide und Minna sowie Vinasque, schufteten die Arbeiter für einen kargen Lohn in 12-stündigen Schichten, während die Betreiber, in Erwartung reicher Gewinne, dem Luxus und Wohlleben frönten. Bald erwies es sich jedoch, dass sich die Goldausbeute nicht lohnte. In der Zeit vom 1. März 1894 bis August 1896 verarbeitete die Goldmine etwas mehr als 5000 Tonnen Erz. In der kurzen Zeit gewann die Gesellschaft 33 kg Rohgold.

## Konkurs
Die Gondo-Goldminen galten in dieser Zeit als Wunderwerk der Technik. Ab 1897 sank der Goldgehalt pro Tonne Erzgestein rapide ab. Am 17. Mai 1897 wurde nach nur dreijähriger Tätigkeit über die letzte Gesellschaft, die Société des Mines d’Or de Gondo SA der Konkurs eingeleitet. Eine italienische Giessereigesellschaft baute während des Ersten Weltkriegs die Anlage ab.

## Neuzeit
Im Hotel Stockalperturm in Gondo wurde ein Museum über die frühere Goldmine aufgebaut.
Noch heute suchen Enthusiasten im Zwischbergental nach Gold.

## Bilder

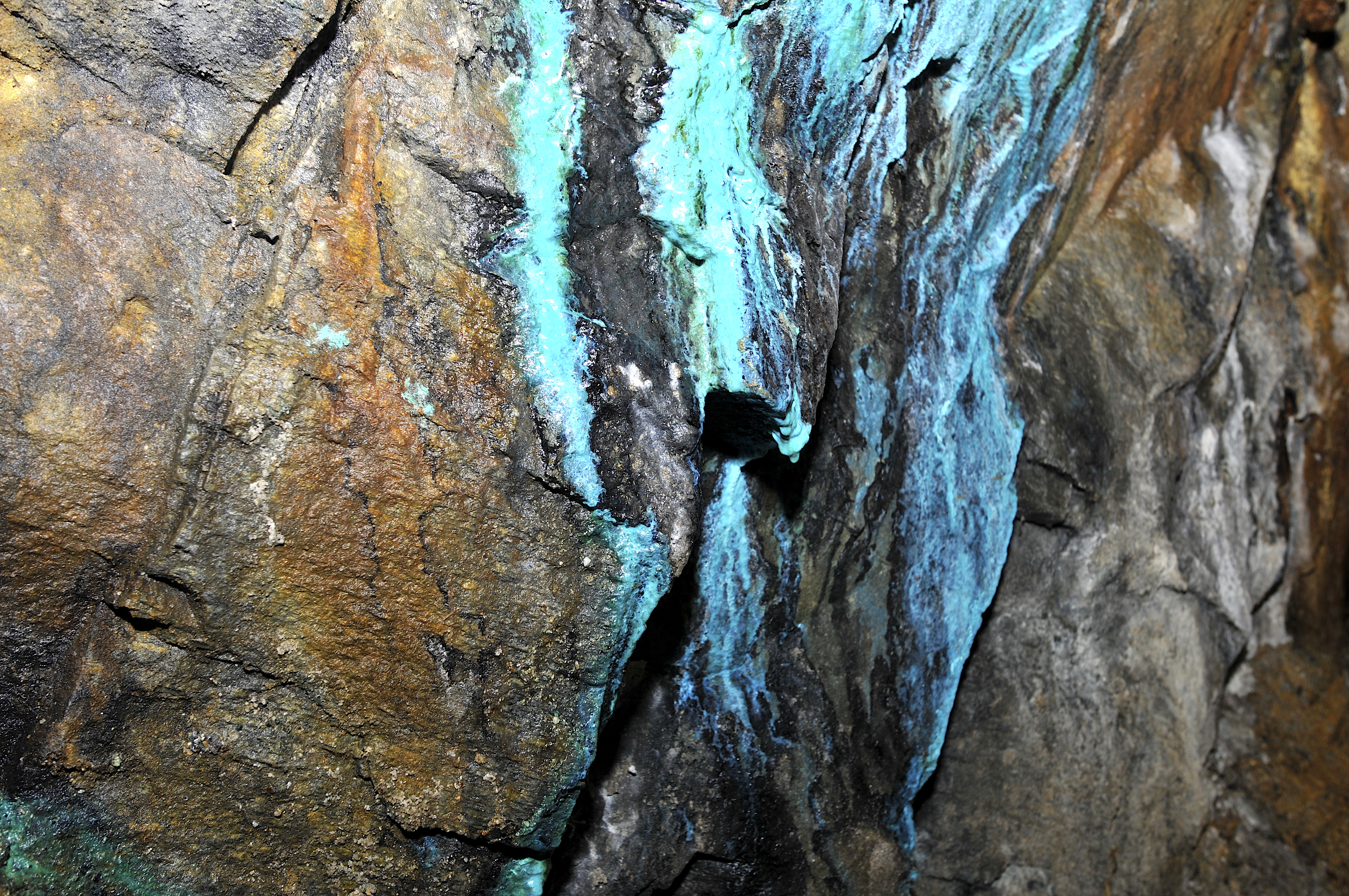
Im Innern der Stollen
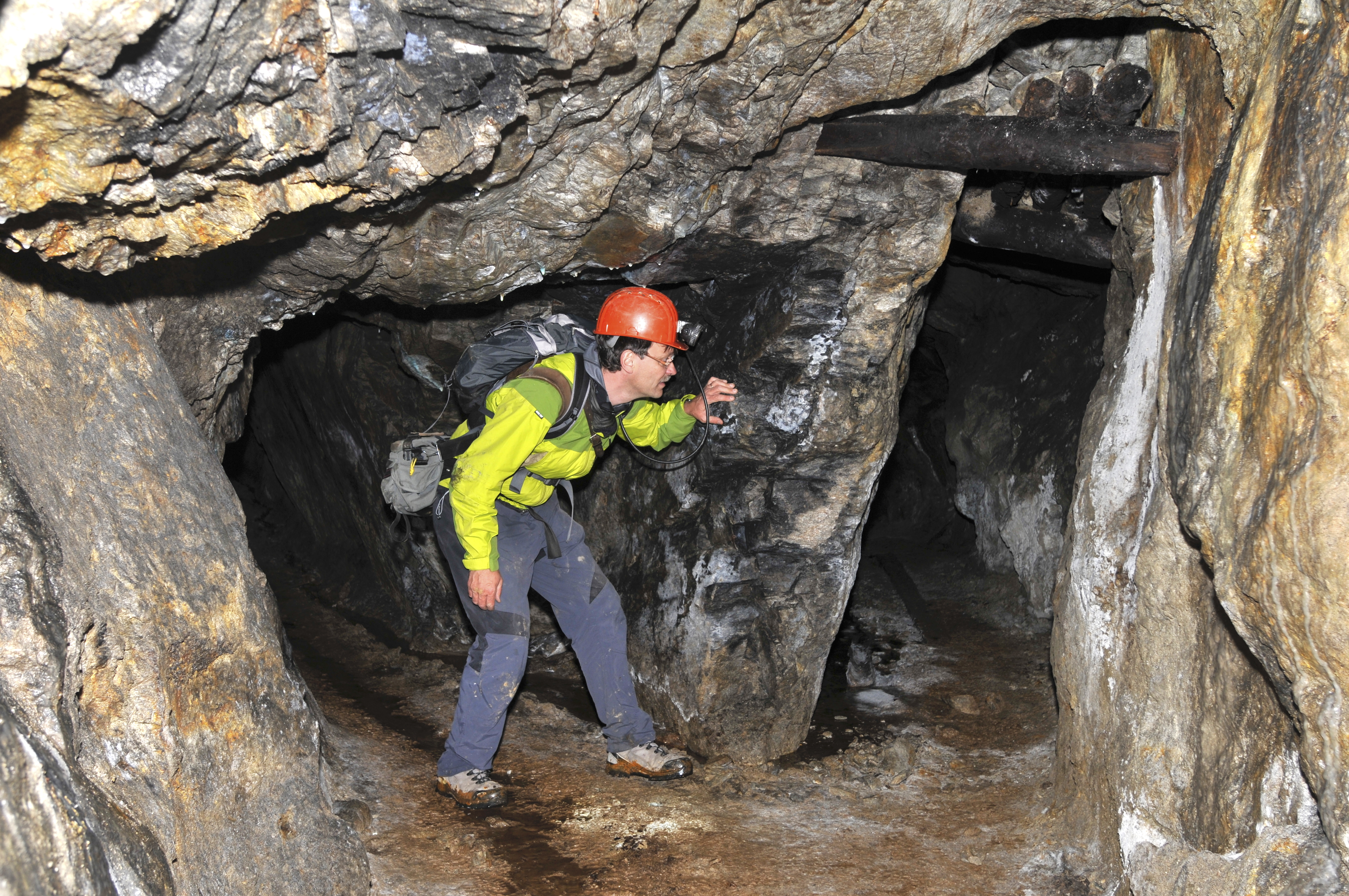
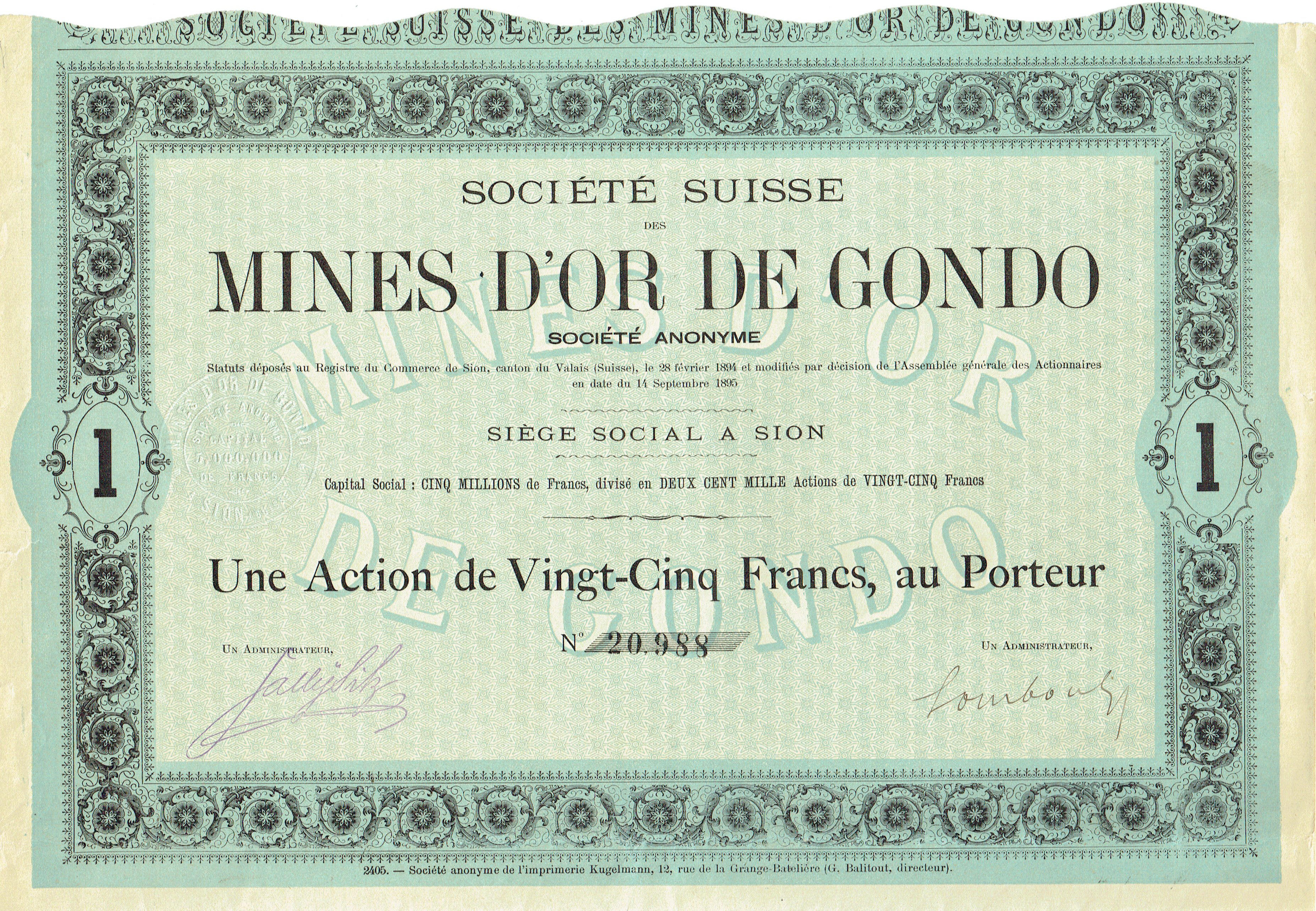
Aktie über 25 Franken der Société Suisse des Mines d’Or de Gondo SA vom 14. September 1895